# Mirco Mariani
Mirco Mariani (San Piero in Bagno, 26 agosto 1969) è un cantautore, polistrumentista e compositore italiano.

## Biografia
Dopo la formazione musicale al conservatorio (diploma in contrabbasso nel 1991), ha suonato per diversi anni come batterista con Enrico Rava e con Vinicio Capossela, accompagnandolo in album come Liveinvolvo, Canzoni a manovella, Marinai, profeti e balene.
Ha inoltre suonato nei più importanti festival internazionali, con musicisti quali Marc Ribot, Stefano Bollani, Gianluigi Trovesi, Pietro Tonolo.
Fonda alla metà degli anni ’90 il gruppo Mazapegul con i quali pubblica Controdanza (1996) e Piccolo Canto Nomade (1998).
Nel 2010 dà vita al progetto Saluti da Saturno, un piccolo combo dedicato alla forma-canzone che ha prodotto i dischi Parlare con Anna (2010), Valdazze (2012), Dancing Polonia (2013), che vede anche la partecipazione di Arto Lindsay, e Shaloma Locomotiva (2014).
Nel 2014 per AngelicA – Festival internazionale di musica contemporanea – crea la Shaloma Locomotiva Orchestra, una formazione a organico variabile che esordisce con un prestigioso parterre di ospiti nazionali e internazionali (Mitchell Froom, Paolo Fresu, Jimmy Villotti, Bruno Perrault, Massimo Simonini).
Nel 2015 riceve la Targa Musica da Bere e si esibisce con gli Extraliscio nell'ambito dell'omonima manifestazione presso il Teatro Odeon di Lumezzane.
L'esperienza più importante è la fondazione, insieme a Moreno il Biondo, del gruppo Extraliscio, che comprende anche la storica “voce di Romagna mia nel mondo” Mauro Ferrara, e con i quali tra 2016 e 2017 pubblica gli album Canzoni da Ballo e il doppio cd Extraliscio All Stars. Nel febbraio 2020 è uscito il nuovo singolo Merendine blu, con un testo scritto da Mirco Mariani e Pacifico e la collaborazione di Lodo Guenzi de Lo Stato Sociale e di Orietta Berti, che anticipa l’uscita del nuovo album Punk da balera, edito da Garrincha Dischi.
Il 17 dicembre 2020 durante la trasmissione Sanremo Giovani 2020 viene annunciata la partecipazione di Extraliscio come partecipanti nella sezione Big del Festival di Sanremo 2021 con il brano Bianca luce nera con Davide Toffolo dei Tre Allegri Ragazzi Morti. Il brano è prodotto dalla Betty Wrong Edizioni Musicali di Elisabetta Sgarbi, al suo esordio come editore musicale.
Con lo pseudonimo di Fwora Jorgensen, esce nel 2019 l'album da solista di Mirco Mariani, con ospiti come Mitchell Froom, Francesco Bianconi e Mauro Ermanno Giovanardi. Nel 2019 ha partecipato al tour Bastasse il cielo del cantautore Pacifico e alle registrazioni del primo disco solista di Francesco Bianconi, Forever.
Appassionato ricercatore di strumenti dimenticati e rari, ha creato a Bologna il Labotron, il laboratorio che riunisce tutti i suoi strumenti (tra i quali un’importante collezione di Mellotron, da cui il nome), pensato come centro di sperimentazione musicale aperto alle più disparate collaborazioni.

## Discografia

### Album in studio
- 2019 - Fwora Jorgensen